# Bill Saluga
Bill Saluga est un humoriste et acteur américain né le 16 septembre 1937 à Youngstown en Ohio et mort le 28 mars 2023 à Los Angeles. Il est un des membres fondateurs de la troupe d'improvisation Ace Trucking Company avec Fred Willard, Michael Mislove, George Memmoli (en) et Patti Deutsch. Il est aussi connu pour son personnage en smoking Raymond J. Johnson, Jr.

## Filmographie

### Cinéma
- 1973 : The Harrad Experiment : membre de l'Ace Trucking Company
- 1974 : Harrad Summer
- 1976 : Tunnel Vision : Victor
- 1983 : Going Berserk : Skipper et le leader de Kung-fu
- 2008 : Mister Showman : lui-même

### Télévision
- 1976-1977 : The David Steinberg Show : Vinnie DeMilo et Raymond J. Johnson, Jr. (4 épisodes)
- 1977 : Redd Foxx : Raymond J. Johnson, Jr.
- 1984 : The Jerk, Too : Shoes
- 1984 : Going Bananas : Hubert
- 1985 : Charlie & Co. : Guthrie (1 épisode)
- 1986 : Tall Tales & Legends : le cuisinier (1 épisode)
- 1991 : Murphy Brown : Charlie (1 épisode)
- 1991 : Coconut Downs : le deuxième gambler
- 1991-1993 : Femmes d'affaires et Dames de cœur : plusieurs personnages (2 épisodes)
- 1992 : Seinfeld : Usher (1 épisode)
- 1993 : The American Cock : Steward
- 1994 : Papa bricole : un homme (1 épisode)
- 1994 : Garfield et ses amis : Ali Ben
- 1994 : Petite Fleur : Paul le plombier (1 épisode)
- 1994-1995 : Dingue de toi : M. Fefvil et le fan de course (2 épisodes)
- 1995 : The Parent 'Hood : Steve (1 épisode)
- 1995 : Les Sœurs Reed : Ed Gorrance (1 épisode)
- 1995-1996 : Playboy's Really Naked Truth : plusieurs personnages (20 épisodes)
- 2002 : Les Simpson : Raymond J. Johnson, Jr. (La Dernière Folie de grand-père)
- 2005 : Larry et son nombril : Louis Lewis (3 épisodes)
- 2006 : Sons and Daughters : le comptable (1 épisode)
- 2010 : Les Rois du Texas : Raymond J. Johnson, Jr. (1 épisode)